# Бабкин, Устин Иосипович
Усти́н Ио́сипович Ба́бкин (иногда его отчество пишут неправильно, как: Осипович или Иосифович; фамилию тоже иногда ошибочно пишут как Бабакин; род. 11 января 1930, Минская область — 2004 год) — советский шахтёр, машинист горного комбайна шахты № 39/40 треста «Новомосковскуголь» комбината «Тулауголь» Министерства угольной промышленности СССР, Тульская область, Герой Социалистического Труда (1966).

## Биография
Устин Иосипович Бабкин родился 11 января 1930 года.
Начал трудовую деятельность шахтёром; выучился и стал машинистом горного комбайна шахты № 39/40 треста «Новомосковскуголь» комбината «Тулауголь» Министерства угольной промышленности СССР, Тульская область.

Указом Президиума Верховного Совета СССР от 29 июня 1966 года Устину Иосиповичу Бабкину было присвоено звание Героя Социалистического Труда с вручением ордена Ленина и золотой медали «Серп и Молот» с формулировкой: 
«За выдающиеся заслуги в выполнении заданий семилетнего плана по развитию угольной и сланцевой промышленности и достижение высо-

ких технико-экономических показателей в работе присвоить звание
Героя Социалистического Труда с вручением ордена Ленина и золотой медали „Серп и Молот“».
Проживал в Новомосковске.
Скончался в 2004 году.

## Награды
- медаль «Серп и Молот» (29.06.1966)
- орден Ленина (29.06.1966)